# Хатчинсон, Джозефин
Джозефин Хатчинсон (англ. Josephine Hutchinson; 12 октября 1903 — 4 июня 1998) — американская актриса.

## Биография
Родилась в Сиэтле, штат Вашингтон. Её мать, Леона Робертс, была актрисой. Благодаря связям матери, тринадцатилетняя Джозефин получила эпизодическую роль в фильме «Маленькая принцесса», с Мэри Пикфорд в главной роли. Затем девушка окончила школу музыки и драмы «Корниш» в Сиэтле и переехала в Нью-Йорк, где начала играть в театре.
В 1924 году Хатчинсон вышла замуж за режиссёра Роберта Белла. В 1926 году актриса познакомилась с Эвой Ле Галлиенни, основавшая собственную театральную компанию «Civic Repertory Theatre». В 1927 году между женщинами завязался роман, о котором стало известно в 1928 году. Из-за разразившегося скандала Хатчинсон и Белл в 1930 году развелись.
По договору с Warner Bros. Хатчинсон в 1934 году отправилась в Голливуд, где дебютировала в картине «Счастье впереди». В 1935 году Джозефин вышла замуж за Джеймса Таунсенда, но вскоре супруги развелись. В 1936 году актриса получила главную роль в фильме «Повесть о Луи Пастере», рассказывающем о жизни французского микробиолога и химика Луи Пастера.
В 1939 году Хатчинсон сыграла роль Эльзы фон Франкенштейн в фильме студии Universal Studios «Сын Франкенштейна». В 1959 году актриса сыграла в шпионском триллере «К северу через северо-запад».
На протяжении 1970-х годов актриса продолжала стабильно работать в кино, телевидении и на радио, получая в основном роли второго плана. В 1972 году Джозефин Хатчинсон вышла замуж за актёра Стэтса Котсуорта. Вместе они прожили семь лет, до смерти Котсуорта в 1979 году.
Джозефин Хатчинсон умерла 4 июня 1998 года в доме престарелых имени Флоренс Найтингейл в возрасте 94 лет. Актриса была похоронена в Нью-Йорке.

## Избранная фильмография
- Маленькая принцесса (1917)
- Счастье впереди (англ. Happiness Ahead) (1934)
- Масло для ламп Китая (англ. Oil for the Lamps of China) (1935)
- Повесть о Луи Пастере (1935) — Мари Пастер
- Mountain Justice (1937)
- The Women Men Marry (1937)
- Сын Франкенштейна (1939) — Эльза фон Франкенштейн
- My Son, My Son! (1940)
- Tom Brown's School Days (1940)
- Somewhere in the Night (1946)
- Cass Timberlane (1947)
- Adventure in Baltimore (1949)
- Love Is Better Than Ever (1952)
- Ruby Gentry (1952)
- В шаге от ужаса (1958) — миссис Сара Уолтерс
- К северу через северо-запад (1959) — миссис Таунсенд
- Baby the Rain Must Fall (1965)
- Nevada Smith (1966)